# Cratere Bragi
Bragi è un cratere sulla superficie di Callisto.